# Krapiuna
Krapiuna (biał. Крапіўна; ros. Крапивно, Krapiwno, pol. hist. Krapiwna, Kropiwna) – agromiasteczko na Białorusi, w obwodzie witebskim, w rejonie orszańskim, w sielsowiecie Krapiuna, przy drodze republikańskiej R22.

## Historia
W 1514 roku na polu pod wsią Kropiwna na odcinku pomiędzy rzekami Kropiwna i Dniepr, doszło do bitwy (zwanej bitwą pod Orszą) pomiędzy wojskami Wielkiego Księstwa Litewskiego a Księstwa Moskiewskiego. Hetman Konstanty Ostrogski dowodził oddziałami Wielkiego Księstwa Litewskiego, które odniosły całkowite zwycięstwo nad wojskami Księstwa Moskiewskiego. 
W dniu 7 kwietnia 1564 roku wojska polsko-litewskie pod dowództwem rotmistrza Filona Kmity rozbiły w starciu pod Kropiwną moskiewskie oddziały kniazia Sieriebriannego. 
W XIX i w początkach XX w. wieś i majątek ziemski należący do książąt Lubomirskich. Położone były wówczas w Rosji, w guberni mohylewskiej, w powiecie horeckim, w gminie Puhlaje. W 1902 roku we wsi było 27 domów, 162 mieszkańców, cerkiew i młyn wodny na rzeczce Krapiwiance.
Następnie w granicach Związku Sowieckiego. Od 1991 w niepodległej Białorusi.